# زاحف مركز
الزاحف المركز أو الزاحف الموضعي هو زاحف الويب الذي يحاول تحميل صفحات الويب التي لها صلة بموضوع محدد مسبقا فقط أو مجموعة من المواضيع. يفترض الزاحف المركز عامة أن الموضوع فقط هو المعطى بينما يفترض الزحف المركز أيضا أن بعض الأمثلة المسماة المتعلقة والغير متعلقة بالصفحات متاحة. قدم الزحف الموضعي لأول مرة منكزر.

## الاستراتيجيات
الزاحف المركز يرغب بشكل مثالي في تحميل صفحة ويب فقط المتعلقة بموضوع معين وتجنب تحميل كل الصفحات الأخرى.
وبالتالي، فقد يتوقع الزاحف المركز تعلق رابطة ما بصفحة معينة قبل تحميل الصفحة فعليا. إن المتكهن يمكن أن يكون هو النص الرابط للروابط، تلك كانت الدراسة التي قام بها بينكرتون  في الزاحف الذي وضع في الأيام الأولى من الويب. في استعراض لخوارزميات الزاحف الموضعي بين مينكزر وآخرون   أن مثل هذه الاستراتيجيات البسيطة فعالة جدا في تتبع الارتباطات القصير، في حين أن تقنيات أكثر تطورا مثل تقوية التعليم والتكيف التطوري يمكن أن تعطي أداء أفضل لتتبع الارتباطات الطويل. يقترح ديليجنتي وآخرون استخدام المحتوى الكامل للصفحات التي تمت زيارتها بالفعل للاستدلال على التشابه بين القيادة والاستعلام والصفحات التي لم تتم زيارتها بعد.
في دراسة أخرى، يتم تحديد علاقة الصفحة بعد تحميل محتوياتها وترسل الصفحات ذات الصلة إلى فهرس المحتويات وتضاف عناوين الروابط التي وردت بها إلى حدود الزحف ويتم استبعاد الصفحات التي تندرج تحت الحد أقصى للصلة .
إن أداء الزاحف المركز يعتمد في أغلب الأحيان على ثراء الروابط في الموض
وع المحدد قيد البحث ويعتمد عادة البحث المركز على محرك بحث ويب عام لتوفير نقاط انطلاق.